# Vitinho (football, 1993)
Pour les articles homonymes, voir Vitinho.
Vitinho est un footballeur brésilien, né le 9 octobre 1993 à Rio de Janeiro. Il évolue au poste d'ailier gauche au SC Corinthians.

## Biographie
Vitinho commence sa carrière à Botafogo. Lors de l'été 2013, il rejoint le club russe du CSKA Moscou, pour un transfert estimé à 10 millions d'euros. Il joue peu en Russie, mais remporte tout de même un championnat et une Supercoupe.
En début d'année 2015, il retourne dans son pays natal, en étant prêté au Sport Club Internacional. Avec cette équipe, il inscrit 11 buts au sein du championnat du Brésil, lors de l'année 2015.
Auteur de 10 buts et 6 passes décisives dans le championnat russe en 2017-2018, Vitinho quitte le CSKA Moscou pour s'engager avec Flamengo pour 10 millions d'euros le 28 juillet 2018. Le contrat court jusqu'en 2022.

## Palmarès
Botafogo FR
- Vainqueur du Campeonato Carioca en 2013

 SC Internacional
- Vainqueur du Campeonato Gaúcho en 2015 et en 2016

 CSKA Moscou
- Champion de Russie en 2014
- Vainqueur de la Supercoupe de Russie en 2014 et en 2018

 Flamengo
- Copa Libertadores en 2019
- Championnat du Brésil de football 2019, 2020
- Recopa Sudamericana 2020
- Supercoupe du Brésil 2020, 2021
- Campeonato Carioca 2020